# 1080° Avalanche
1080° Avalanche is een snowboardracespel voor de Nintendo GameCube. Het is ontwikkeld door het eigen ontwikkelingsteam van Nintendo, NST. Het is gepubliceerd door Nintendo. Dit spel werd uitgegeven vanaf 1 december 2003. 1080° Avalanche is het vervolg op 1080° Snowboarding, een Nintendo 64 spel uit 1998. Er is ondersteuning voor maximaal 4 spelers. Ook kan er een LAN gemaakt worden van 4 GameCubes.

## Parcours

### Novice
- Enter the Cold: Ski School
- Easy Life: Tenderfoot Path
- Angel Light: Frosty Shadows

### Hard
- Easy Life: Powder Threat
- Angel Light: Tree Top Trauma
- Aspen Lake Dam: Grits N' Gravy
- Ride Easy Railways: Trestle Troubles

### Expert
- Easy Life: Revolution Cliff
- Angel Light: Midnight City
- Aspen Lake Dam: Rotted Ridge
- Ride Easy Railways: Diesel Disaster
- Frozen Melee: Sick With It

### Extreme
- Angel Light: Top Tree Mama
- Ride Easy Railways: Treble Tussle
- Easy Life: Evolution Riff
- Angel Light: Sid's Night Midi
- Ride Easy Railways: Dazzlin' Teaser
- Frozen Melee: Wit's Thicket

## Personages
- Ricky Winterborn — Canada 18 jaar (M) — Ook aanwezig in 1080° Snowboarding
- Akari Hayami — Japan 19 jaar (V) — Ook aanwezig in 1080° Snowboarding
- Kemen Vazquez — Chili 21 jaar (M)
- Tara Hunter — Connecticut 22 jaar (V)
- Rob Haywood — Washington 23 jaar (M) — Ook aanwezig in 1080° Snowboarding
- Frosty Winterball — (M) Geheim onsluitbaar personage
- Crystal Hayami — (V) Geheim onsluitbaar personage
- Titanium Vazquez — (M) Geheim onsluitbaar personage
- Mimi Le Moose — (V) Geheim onsluitbaar personage
- Bones Haywood — (M) Geheim onsluitbaar personage

## Spelvormen
- Match Race
- Trick Attack
- Time Trial
- Gate Challenge

## Wachtwoord

### King of the Mountain
Deze codes brengen je meteen naar de laatste parcours in de Match Race spelvorm, waar je niet tegen een andere boarder maar tegen de berg racet. Hierdoor hoef je niet eerst de normale races te doen.
Om een wachtwoord in te voeren ga je naar Options en selecteer je Enter an Avalanche Code.
| Wachtwoord | Match Challenge                 |
| ---------- | ------------------------------- |
| JAS3IKRR   | Sub-Zero Assault: Spinal Damage |
| 2AUNIKFS   | Sub-Zero Assault: Ballistic     |
| EATFIKRM   | Avalanche Alley: No Way Out     |
| 9AVVIKNY   | Avalanche Alley: Outway Knoll   |